# Лубянка (Приморский край)
Лубя́нка — село в Михайловском районе Приморского края, входит в состав Ивановского сельского поселения.

## География
Село Лубянка стоит на 37-м километре автотрассы Осиновка — Рудная Пристань.
Расстояние до районного центра Михайловка около 54 км.
К востоку от Лубянки по трассе Осиновка — Рудная Пристань проходит административная граница между Михайловским и Анучинским районом, до села Орловка Анучинского района около 13 км.

## Население
| 2002 | 2010 |
| ---- | ---- |
| 221  | ↘187 |

## Улицы
В селе имеются три улицы: Ленина, Нижняя и Первомайская. 

## Экономика
Сельскохозяйственные предприятия Михайловского района.